# Xã Bassett, Quận St. Louis, Minnesota
Xã Bassett (tiếng Anh: Bassett Township) là một xã thuộc quận St. Louis, tiểu bang Minnesota, Hoa Kỳ. Năm 2010, dân số của xã này là 41 người.